# Campestre, Alagoas
Campestre este un oraș în statul Alagoas (AL) din Brazilia. Face parte din regiunea de nord-est a țării.